# Числення висловлень
Чи́слення висло́влень (логіка висловлень, пропозиційна логіка, англ. propositional calculus) — формальна система в математичній логіці, в якій формули, що відповідають висловленням, можуть утворюватись шляхом з'єднання простих висловлень із допомогою логічних операцій, та система правил виводу, які дозволяють визначати певні формули як «теореми» формальної системи.

## Формальне визначення
Численням висловлень є формальна система {\displaystyle {\mathcal {L}}={\mathcal {L}}\left(\mathrm {A} ,\ \Omega ,\ \mathrm {Z} ,\ \mathrm {I} \right)}, де:
- Множина {\displaystyle \ \mathrm {A} } є скінченною множиною символів висловлень (чи елементарних висловлювань, пропозиційних змінних, атомарних формул). Для зображення атомарних формул нижче використовуються малі латинські літери. За потреби можна використовувати і зліченну множину символів.
- Множина {\displaystyle \ \Omega } — скінченна множина логічних сполучників (логічних операторів). Дану множину можна розбити на підмножини:

{\displaystyle \Omega =\Omega _{0}\cup \Omega _{1}\cup \ldots \cup \Omega _{j}\cup \ldots \cup \Omega _{m}.}
У цьому розбитті {\displaystyle \ \Omega _{j}} є множина операторів арності {\displaystyle j} (також позначено {\displaystyle \Omega _{0}=\{0,1\}.\,\!}).
Найчастіше використовуються оператори:
{\displaystyle \Omega _{1}=\{\lnot \},}
{\displaystyle \Omega _{2}\subseteq \{\land ,\lor ,\rightarrow ,\leftrightarrow \}.}
- Множина {\displaystyle \ \mathrm {Z} } є скінченною множиною правил виводу, що дозволяють одержувати одні формули з інших.

- Множина {\displaystyle \ \mathrm {I} } є скінченною множиною, елементи якої називаються аксіомами. В окремих прикладах дана множина може бути пустою.

Мовою числення висловлень є множина формул, що визначаються рекурсивно за допомогою наступних правил:
1. всі елементи множини {\displaystyle \ \mathrm {A} } є формулами;
2. якщо {\displaystyle \ p_{1},p_{2},\ldots ,p_{j}} є формулами та {\displaystyle f\in \Omega _{j}}, тоді {\displaystyle \left(f(p_{1},p_{2},\ldots ,p_{j})\right)} теж є формулою.
3. інших формул, ніж побудовані за правилами 1 і 2 немає.

### Виведення формул і теорем
Нехай {\displaystyle \Sigma \;} деяка множина формул {\displaystyle {\mathcal {L}}}, а {\displaystyle A} — деяка задана формула, то кажуть, що формула {\displaystyle A} виводиться з множини формул {\displaystyle \Sigma \;} (позначається {\displaystyle \Sigma \vdash A}), якщо існує така скінченна послідовність формул {\displaystyle A_{1},A_{2}\ldots A_{n}=A,} де для кожної формули {\displaystyle A_{i}}:
1. {\displaystyle A_{i}} є аксіомою, або
2. {\displaystyle A_{i}} належить множині {\displaystyle \Sigma \;} або
3. {\displaystyle A_{i}} виводиться з попередніх формул послідовності за допомогою котрогось із правил виводу.

Якщо при цьому множина {\displaystyle \Sigma \;} — пуста (формула {\displaystyle A} виводиться лише за допомогою аксіом і правил виводу), то формула {\displaystyle A} називається теоремою (для цього використовується позначення {\displaystyle \vdash A}).

## Приклади аксіоматики

### Приклад 1
1. Алфавіт (елементи множини {\displaystyle \mathrm {A} }) числення висловлень складається з елементарних висловлень (пропозиційних змінних): {\displaystyle a,b,c,d,\dots ,x,y,z} (можливо з індексами), логічними операціями є {\displaystyle \lor ,\land ,\lnot ,\rightarrow } .
2. Поняття формули визначається аналогічно алгебрі висловлень.
  1. всі пропозиційні змінні та елементарні висловлення є формулами;
  2. якщо A і B — формули, то вирази (слова) {\displaystyle (A\lor B),(A\land B),(\lnot A),(A\rightarrow B)} також є формулами;
  3. інших формул, ніж побудовані за правилами 2.1 і 2.2 немає.

#### Аксіоми
В численні висловлень визначають такі схеми аксіом:
1. {\displaystyle A\rightarrow (B\rightarrow A)}
2. {\displaystyle (A\rightarrow B)\rightarrow ((A\rightarrow (B\rightarrow C))\rightarrow (A\rightarrow C))}
3. {\displaystyle (A\land B)\rightarrow A}
4. {\displaystyle (A\land B)\rightarrow B}
5. {\displaystyle (A\rightarrow B)\rightarrow ((A\rightarrow C)\rightarrow (A\rightarrow (B\land C)))}
6. {\displaystyle A\rightarrow (A\lor B)}
7. {\displaystyle B\rightarrow (A\lor B)}
8. {\displaystyle (A\rightarrow C)\rightarrow ((B\rightarrow C)\rightarrow ((A\lor B)\rightarrow C))}
9. {\displaystyle (A\rightarrow \lnot B)\rightarrow (B\rightarrow \lnot A)}
10. {\displaystyle \lnot \lnot A\rightarrow A}

Єдиним правилом виводу є:
{\displaystyle {\frac {A\rightarrow B,A}{B}}} (Modus ponens)
У даних схемах аксіом та правила виводу символи {\displaystyle A,B,C} можна заміщувати усіма допустимими формулами, після чого і отримуються конкретні аксіоми.

#### Приклад виведення теореми
Користуючись поданими аксіомами і правилом виведення покажемо, що ({\displaystyle D\rightarrow D}) є теоремою в даній формальній системі для будь-якої формули {\displaystyle D}.
| Приклад виводу | Приклад виводу | Приклад виводу                                                                               |
| Номер          | Формула | Спосіб одержання                                                                             |
| -------------- | --- | -------------------------------------------------------------------------------------------- |
| 1              | {\displaystyle (D\rightarrow (D\rightarrow D))\rightarrow ((D\rightarrow ((D\rightarrow D)\rightarrow D))\rightarrow (D\rightarrow D))} | Аксіома 2 з заміною {\displaystyle A,B,C\,} на {\displaystyle D,D\rightarrow D,D} відповідно |
| 2              | {\displaystyle (D\rightarrow (D\rightarrow D))}                                                                                         | аксіома 1(заміна {\displaystyle A,B\,} на {\displaystyle D\,})                               |
| 3              | {\displaystyle ((D\rightarrow ((D\rightarrow D)\rightarrow D))\rightarrow (D\rightarrow D))}                                            | 1, 2 і modus ponens.                                                                         |
| 4              | {\displaystyle ((D\rightarrow ((D\rightarrow D)\rightarrow D))}                                                                         | аксіома 1(заміна {\displaystyle A,B\,} на {\displaystyle D,D\rightarrow D} відповідно)       |
| 5              | {\displaystyle D\rightarrow D} | 3, 4 і modus ponens.                                                                         |

### Приклад 2 (аксіоми Лукашевича)
1. Алфавіт (елементи множини {\displaystyle \mathrm {A} }) числення висловлень складається з елементарних висловлень (пропозиційних змінних): {\displaystyle a,b,c,d,\dots ,x,y,z} (можливо з індексами), логічними операціями є {\displaystyle \lnot ,\rightarrow ,} .
2. Поняття формули визначається аналогічно алгебрі висловлень.
  1. всі пропозиційні змінні та елементарні висловлення є формулами;
  2. якщо A і B — формули, то вирази (слова) {\displaystyle (\lnot A),(A\rightarrow B)} також є формулами;
  3. інших формул, ніж побудовані за правилами 2.1 і 2.2 немає.

Наступну просту систему аксіом запропонував польський логік Ян Лукашевич:
1. {\displaystyle (A\to (B\to A))}
2. {\displaystyle ((A\to (B\to C))\to ((A\to B)\to (A\to C)))}
3. {\displaystyle ((\neg A\to \neg B)\to (B\to A))}

Єдиним правилом виводу є:
{\displaystyle {\frac {A\rightarrow B,A}{B}}} (Modus ponens).
Як і у попередньому прикладі дані вирази є схемами аксіом.

### Приклад виведення теореми
Користуючись аксіомами Лукасевича і правилом виведення покажемо, що ({\displaystyle D\rightarrow D}) є теоремою в даній формальній системі для будь-якої формули {\displaystyle D}.
| Приклад виводу | Приклад виводу | Приклад виводу                                                                               |
| Номер          | Формула | Спосіб одержання                                                                             |
| -------------- | --- | -------------------------------------------------------------------------------------------- |
| 1              | {\displaystyle (D\rightarrow ((D\rightarrow D)\rightarrow D))\rightarrow ((D\rightarrow (D\rightarrow D))\rightarrow (D\rightarrow D))} | Аксіома 2 з заміною {\displaystyle A,B,C\,} на {\displaystyle D,D\rightarrow D,D} відповідно |
| 2              | {\displaystyle D\rightarrow ((D\rightarrow D)\rightarrow D)}                                                                            | аксіома 1(заміна {\displaystyle A,B\,} на {\displaystyle D,D\rightarrow D,\,} відповідно)    |
| 3              | {\displaystyle (D\rightarrow (D\rightarrow D))\rightarrow (D\rightarrow D)}                                                             | 1, 2 і modus ponens.                                                                         |
| 4              | {\displaystyle D\rightarrow (D\rightarrow D)}                                                                                           | аксіома 1(заміна {\displaystyle A,B\,} на {\displaystyle D} )                                |
| 5              | {\displaystyle D\rightarrow D} | 3, 4 і modus ponens.                                                                         |

## Семантика
У поданих вище формальних системах атомарні формули і оператори можуть фактично мати довільну природу. Для логіки важливе значення має інтерпретація цих символів. 
Інтерпретація визначається заданням істинності тобто наданням кожній атомарній формулі одного із значень 1(«Істина») чи 0(«Хиба»), а також визначенням операторів як булевих функцій від своїх операндів.
Найчастіше вживані оператори задаються за допомогою таблиць істинності:
| {\displaystyle {\begin{array}{\|c\|\|c\|}p&\neg p\\\hline 1&0\\0&1\\\hline \end{array}}} | {\displaystyle {\begin{array}{\|c\|c\|\|c\|}p&q&p\land q\\\hline 1&1&1\\1&0&0\\0&1&0\\0&0&0\\\hline \end{array}}} | {\displaystyle {\begin{array}{\|c\|c\|\|c\|}p&q&p\lor q\\\hline 1&1&1\\1&0&1\\0&1&1\\0&0&0\\\hline \end{array}}} | {\displaystyle {\begin{array}{\|c\|c\|\|c\|}p&q&p\to q\\\hline 1&1&1\\1&0&0\\0&1&1\\0&0&1\\\hline \end{array}}} | {\displaystyle {\begin{array}{\|c\|c\|\|c\|}p&q&p\land q\\\hline 1&1&1\\1&0&0\\0&1&0\\0&0&1\\\hline \end{array}}} |

Зважаючи на спосіб побудови формул, кожна формула при деякому заданню істинності отримує певне значення 0 або 1. Значення найпростіших формул для різних завдань істинності можна обчислювати за допомогою таблиць істинності. Наприклад:
{\displaystyle {\begin{array}{|c|c|c||c|c|c|c|}p&q&r&(p\lor q)&\neg (p\lor q)&(p\to r)&\neg (p\lor q)\to (p\to r)\\\hline 1&1&1&1&0&1&1\\1&1&0&1&0&0&1\\1&0&1&1&0&1&1\\1&0&0&1&0&0&1\\0&1&1&1&0&1&1\\0&1&0&1&0&1&1\\0&0&1&0&1&1&1\\0&0&0&0&1&1&1\\\hline \end{array}}}
Якщо для деякого задання істинності {\displaystyle I\;} формула {\displaystyle A\;} набуває значення 1, то кажуть, що формула {\displaystyle A\;} задовольняє задання {\displaystyle I\;}. Формула, що задовольняє усі можливі задання істинності (як формула {\displaystyle \neg (p\lor q)\to (p\to r)} з прикладу) називається тавтологією. Якщо {\displaystyle \Sigma \;} — деяка множина формул то кажуть, що дана множина задовольняє задання істинності, якщо це задання задовольняє кожна формула цієї множини. Якщо для деякої формули {\displaystyle A\;} з того, що множина {\displaystyle \Sigma \;} задовольняє заданню істинності випливає що {\displaystyle A\;} задовольняє цьому заданню то формула {\displaystyle A\;} називається логічним наслідком множини {\displaystyle \Sigma \;}(позначається {\displaystyle \Sigma \vDash A}). У випадку якщо множина {\displaystyle \Sigma \;} є пустою, формула є тавтологією.

## Основні проблеми числення висловлень
Для обґрунтування будь-якої аксіоматичної теорії необхідно розглянути наступні 4 проблеми:
1. Несуперечливості
2. Повноти
3. Незалежності
4. Розв'язності

### Проблема несуперечливості
Означення: Нехай задано деяку формальну аксіоматичну теорію. Говорять, що побудована модель цієї теорії, якщо всім символам алфавіту надано деякого конкретного змісту, який описує певну неформальну теорію і відношення між елементами цієї теорії.
Формальна аксіоматична теорія називається категоричною, якщо будь-які її 2 моделі ізоморфні між собою, тобто між ними можна встановити взаємно-однозначну відповідність.
Формальна аксіоматична теорія називається несуперечливою відносно своєї моделі, якщо будь-яка теорема, що доводиться в формальній теорії є істинним твердженням для моделі.
Формальна аксіоматична теорія числення висловлень називається внутрішньо несуперечливою, якщо в цій теорії не можна довести деяку теорему (формулу) разом з її запереченням.
Формальна аксіоматична теорія називається синтаксично несуперечливою якщо в ній існує хоча б якась формула, яка не є теоремою.
Теорема: Формальна аксіоматична теорія числення висловлень є несуперечливою відносно своєї моделі алгебри висловлень.
Наслідок: 
1. Числення висловлень – внутрішньо-несуперечлива теорія.
2. Числення висловлень – синтаксично-несуперечлива теорія.

Теорема: Формальна аксіоматична теорія числення висловлень є категоричною.

### Проблема повноти
Формальна аксіоматична теорія числення висловлень називається повною у вузькому розумінні, якщо приєднання до системи аксіом цієї теорії хоча б однієї формули, яка не є теоремою веде до того, що теорія стає внутрішньо-суперечливою.
Формальна аксіоматична теорія числення висловлень є повною у широкому розумінні або повною відносно своєї моделі, якщо будь-яка формула істинна в моделі є теоремою в цій теорії, або якщо будь-яку тотожно істинну формулу можна довести.
Наслідок: Числення висловлень є повним. Справедливість цього твердження безпосередньо випливає з теореми. У математичній логіці існує й інше поняття повноти системи аксіом, що ґрунтується на неможливості доповнення системи аксіом будь-якою формулою, яку не можна вивести з даних аксіом.
Теорема: Формальна аксіоматична теорія числення висловлень є повною відносно своєї моделі алгебри висловлень.
Теорема: Числення висловлень – це формальна аксіоматична теорія, повна у вузькому розумінні.

### Проблема незалежності
Означення: Нехай задано деяку формальну аксіоматичну теорію, говорять, що деяка аксіома цієї теорії є незалежною, якщо її не можна довести методами самої теорії, як теорему. Система аксіом формальної аксіоматичної теорії називається незалежною системою аксіом, якщо всі аксіоми є незалежними.
Теорема: Система аксіом числення висловлень є незалежною.
Доведення: Для доведення незалежності деякої аксіоми числення висловлень використовують наступний підхід: будують таку модель формальної аксіоматичної теорії, в якій справджуються всі аксіоми окрім даної. Якщо доводиться, що така модель ізоморфна стандартній моделі формальної аксіоматичної теорії, то робиться висновок, що аксіома не є незалежною, якщо ж такого ізоморфізму немає – незалежна.
Приклад: Як модель формальної аксіоматичної теорії візьмемо
a∧b ≡ b, все інше не змінюємо, покажемо, що ІІ2 і ІІ3 справджуються, а ІІ1 ні.
ІІ2  a∧b → b
|- b → b
ІІ3  (a → b) → (( a→ c ) → ( a → b∧c ))
|-  ( a→ b ) → (( a → c ) → ( a → c))
ІІ1 a∧b → a 
b → a
Доведено
Наслідок: Система аксіом числення висловлень є незалежною.

### Проблема розв’язності
Полягає в тому щоб довести існування алгоритму, який для будь-якої формули числення висловлень визначає чи можна її довести чи ні.
Теорема: Проблема розв`язності числення висловлень є розв'язною.
Теорема 1: Будь-яка тотожно істинна формула алгебри висловлень є теоремою числення висловлень.
Доведення: Нехай A - довільна формула числення числення висловлень. Побудуємо для неї таблицю істинності і розглянемо її останній стовпчик. Якщо він містить лише одиниці, то A - тотожно істинна формула і за теоремою 1 є теоремою числення висловлень. В іншому випадку (останній стовпчик таблиці істинності містить хоча б один нуль), A - не тавтологія і значить, A не є теоремою.